# Rude-slægten
Rude (Ruta) er en slægt med 3-5 arter, som er udbredt i Nordafrika, Mellemøsten, Syd- og Sydøsteuropa, Ukraine, Sardinien og Korsika. Det er stedsegrønne buske eller halvbuske. Bladene er spredstillede og 1-3 gange fjersnitdelte. Småbladene er aflange og omvendt ægformede med gennemskinnelige prikker. Blomsterne bæres i endestillede stande, hvor de enkelte blomster er regelmæssige, dog sådan at endeblomsten er 5-tallig, mens resten af blomsterne i samme stand er 4-tallige. Kronbladene er gule eller gulgrønne. Frugterne er runde kapsler med mange frø.
| Beskrevne arter |

- Almindelig Rude (Ruta graveolens)

| Andre arter |

- Ruta chalepensis
- Ruta corsica